# Welcome to the Family (serie televisiva)
Welcome to the Family è una serie televisiva statunitense di genere commedia prodotta da Sony Pictures Television e FanFare Productions, andata in onda sulla rete NBC dal 3 ottobre 2013. A causa della scarsa audience registrata, dopo soli tre episodi trasmessi, il 18 ottobre 2013 ne è stata annunciata la cancellazione dai palinsesti della NBC, ma la messa in onda è continua regolarmente sul canale STAR World India fino all'episodio 9. I primi sei episodi sono poi stati resi disponibili online su Hulu.
In Italia la serie ha debuttato su Fox Comedy il 4 novembre 2014.

## Trama
Il giorno della cerimonia di diploma, Molly Yoder annuncia ai genitori Dan e Caroline di essere incinta, rovinando i loro piani di stare un po' da soli alla sua partenza per l'Arizona State University. Il padre del bambino è il coetaneo Junior Hernandez, un ragazzo di origini latine che è il vanto e l'orgoglio della sua famiglia per essere il primo a frequentare il college. A causa della gravidanza e della decisione di Molly e Junior di sposarsi, le due famiglie, molto diverse culturalmente, sono costrette ad unirsi e andare d'accordo: i padri trovano le maggiori difficoltà nel diventare amici, mentre le madri iniziano un approccio più morbido per conoscersi poco alla volta.

## Episodi
| Stagione       | Episodi | Prima TV USA | Prima TV Italia |
| -------------- | ------- | ------------ | --------------- |
| Prima stagione | 11      | 2013         | 2014            |

## Produzione
Il pilot della serie, il cui primo titolo era Chuey and Me (in cui Chuey è il nome precedente del signor Hernandez), viene ordinato da NBC alla fine di gennaio 2013. Tra febbraio e i primi di marzo vengono scelti Mike O'Malley e Mary McCormack per i ruoli, rispettivamente, di Dan e Katrina (poi Caroline) Yoder, mentre Aramis Knight ed Ella Rae Peck interpretano Demetrio Hernandez e Molly Yoder. Nei giorni seguenti al cast si uniscono Ricardo Chavira, Justina Machado e Joseph Haro per interpretare Miguel, Lisette e Junior Hernandez.
Agli upfront di maggio 2013, viene confermata la produzione di una prima stagione completa, che va in onda nell'autunno 2013, dal 3 ottobre. Nei giorni seguenti viene diffuso il trailer e una prima clip. All'inizio di luglio Aramis Knight viene sostituito con Fabrizio Zacharee Guido, mentre, rispettivamente a metà agosto e a metà ottobre, Eva Longoria e Yvette Nicole Brown vengono annunciate tra le guest star. A causa della scarsa audience registrata, dopo soli tre episodi trasmessi su un totale di undici, il 18 ottobre 2013 ne viene annunciata la cancellazione dai palinsesti della NBC, ma la messa in onda continua regolarmente sul canale STAR World India fino all'episodio 9.